# Schistocephalus solidus
Schistocephalus solidus är en parasitisk bandmask som infekterar tre olika grupper av värddjur under sin livscykel. Slutvärd är fiskätande fåglar, huvudsakligen vadarfåglar (Charadriiformes). Mellanvärden storspigg (Gasterosteus aculeatus) infekteras när den äter infekterade hoppkräftor (Copepoda). Parasiten har en världsomspännande utbredning och återfinns i Sverige främst i Östersjön.
Reproduktion sker i det sista värddjuret. S.solidus är hermafrodit då varje segment i bakre delen av kroppen är utrustad med både hanliga och honliga könsorgan.
Fenomenet när parasiter påverkar ett värddjur för att öka chansen till överföring till nästa genom kallas "Parasite Induced Trophic Transmission". Den första mellanvärden, hoppkräftan, har i försök visat sig bli mindre rädd för doften av fisk efter att S. solidus utvecklats till det för fiskar virulenta stadiet. Spigg påverkas på flera sätt till att bli ett lättare byte för fåglar. De växande larverna förbrukar både energi och syre vilka båda tas genom värddjuret. Vid syrebrist söker sig fiskar till vattenytan där syrekoncentrationen är högre men där är även risken för predation väldigt stor. Infekterade spiggar har i försök även visat sig bli mindre skrämda av fågelattacker. De första två stadierna av S. solidus påverkar utöver detta värddjuren negativt på olika sätt. Infekterade spiggar byter till mindre bytesdjur och blir tvingade att äta mindre men oftare på grund av att matsmältningsorganen blir ihopträngda av stora parasiter.
Förutom fåglar har S. solidus även påträffats i gnagare, säl, fjällräv och utter.

## Livscykel
1. Ägg av S. solidus som hamnar i vattnet utvecklas till det första rörliga larvstadiet, coracidium. Dessa larver som är försedda med flimmerhår kan endast infektera sitt värddjur, en hoppkräfta (Macrocyclops albidus) efter att ha blivit uppätna. Larverna utvecklas inom en till två veckor till det andra stadiet, procercoider vilka nu kan infektera fiskar. M. albidus innehåller på grund av sin storlek, endast enstaka larver.

1. Storspigg (Gasterosteus aculeatus) blir även den infekterad genom trofisk överföring men nu efter konsumtion av infekterade hoppkräftor. I fisken tillväxer parasiterna under en till tre månader och övergår till det tredje larvstadiet plerocercoider vilka är väldigt snarlika det adulta stadiet.

1. När parasiterna i spiggen är redo att infektera nästa värddjur, fiskätande fåglar, börjar de påverka spiggen för att öka chansen till att fisken blir tagen av just fåglar. Lyckas detta så infekteras fåglarna mycket snabbt och parasiten utvecklas till sitt adulta stadium varpå sexuell förökning är möjlig. Redan efter två dagar börjar ägg produceras, detta pågår under mindre än två veckor[4] efter vilket parasiten dör. Äggen följer med fåglarnas avföring och sprids således beroende på fåglarnas rörelsemönster.